# Großer Preis von Italien 1937

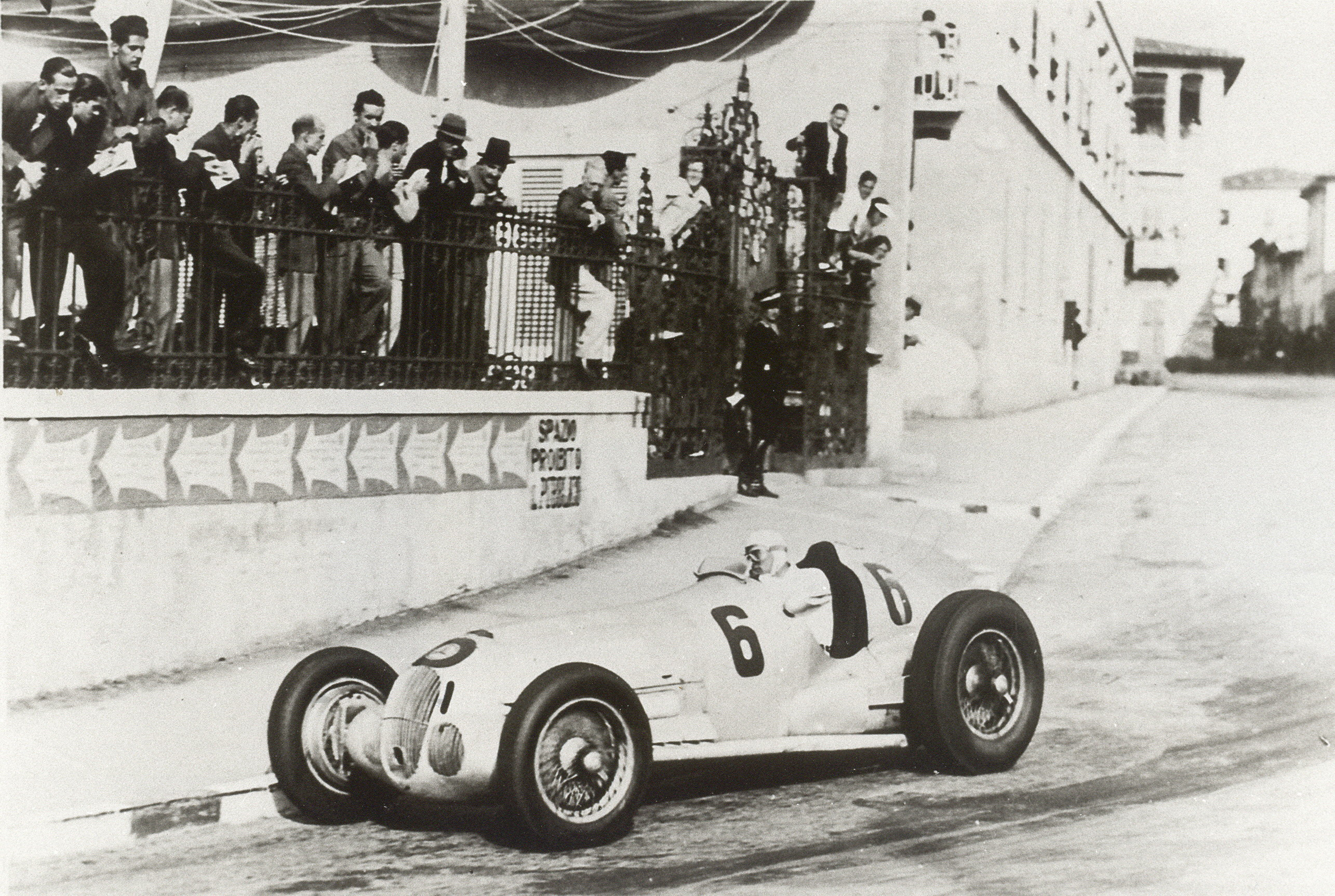
Der zweitplatzierte Hermann Lang im Mercedes-Benz W 125

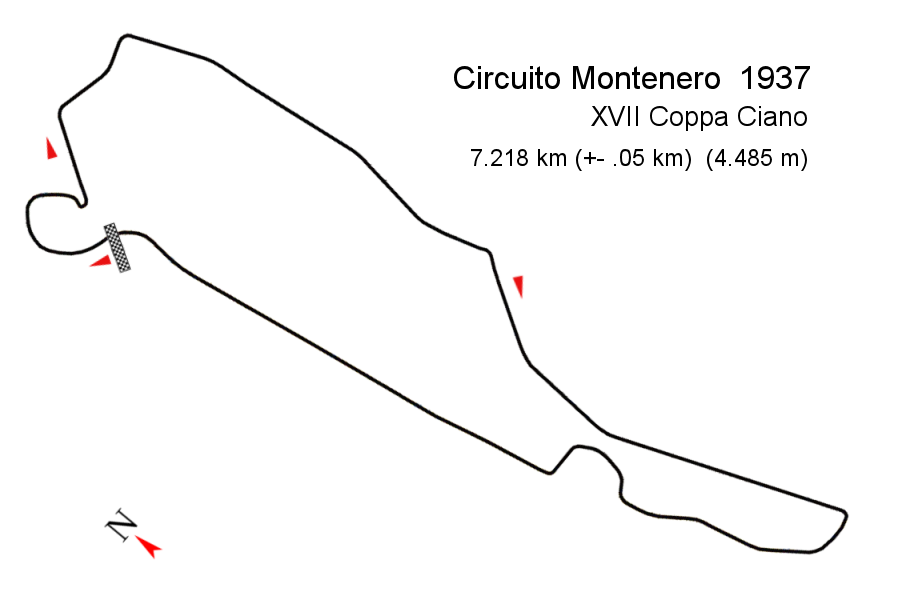
Der Circuito di Montenero in seiner befahrenen Version

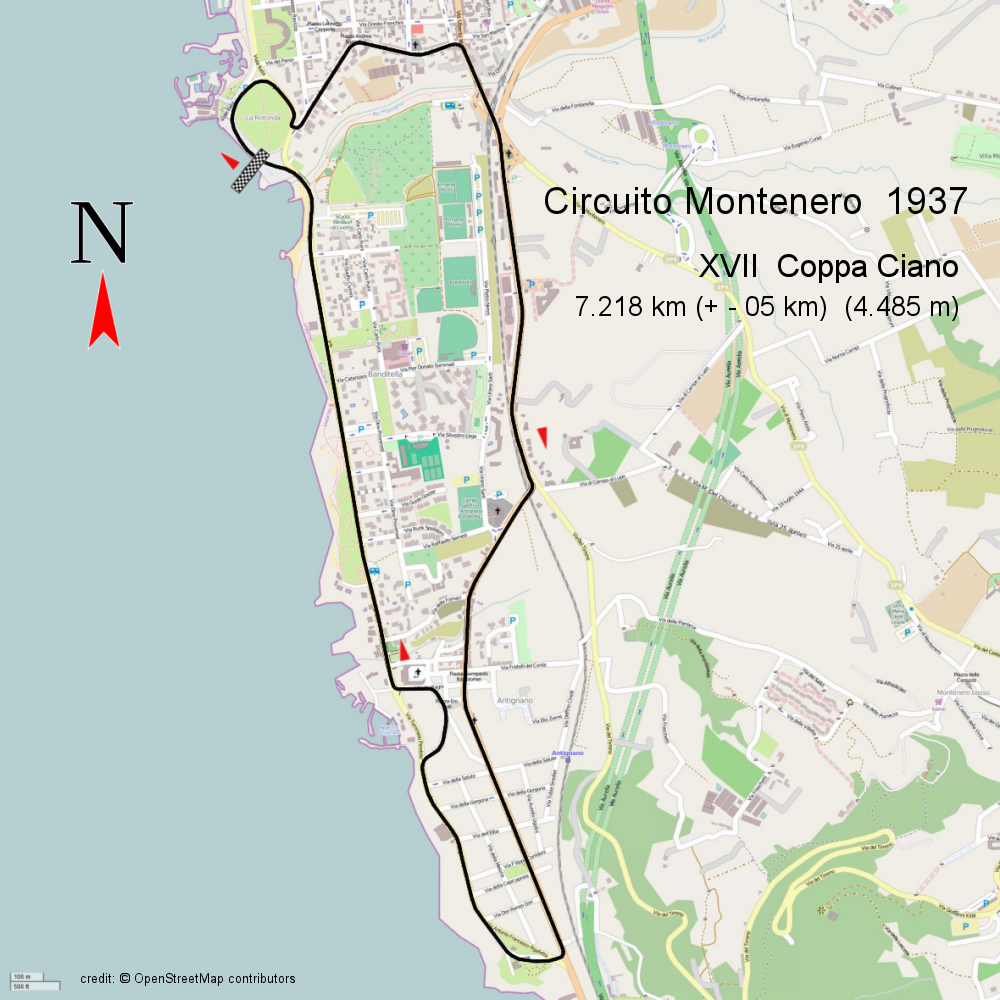
Lage im Stadtgebiet

Der XV. Große Preis von Italien fand am 12. September 1937 auf dem Circuito di Montenero in Livorno statt. Als Grande Épreuve zählte das Rennen zur Grand-Prix-Europameisterschaft 1937, wurde aber abweichend zu den Bestimmungen der Internationalen Grand-Prix-Formel (Rennwagen bis maximal 750 kg Leergewicht; 85 cm Mindestbreite; Renndistanz mindestens 500 km) lediglich über 50 Runden à 7,218 km ausgetragen, was einer Gesamtdistanz von 360,9 km entsprach.
Sieger wurde Rudolf Caracciola auf Mercedes-Benz W 125, der sich mit seinem dritten Saisonerfolg in einem Meisterschaftslauf seinen zweiten Europameistertitel nach 1935 sicherte.

## Rennen
Zum ersten Mal seit 1921 wurde der Große Preis von Italien nicht auf der traditionellen Monza-Rennbahn ausgetragen, sondern auf die Montenero-Rennstrecke bei Livorno, dem üblichen Schauplatz des Rennens um die Coppa Ciano, verlegt, wo Tazio Nuvolari mit seinem Alfa Romeo 1936 zuletzt die Übermacht der deutschen Silberpfeile besiegen konnte.
Nuvolari, der nach seinem kurzen und nicht besonders geglückten Ausflug ins Lager der Auto Union beim Großen Preis der Schweiz etwas ernüchtert wieder in die Arme der Scuderia Ferrari, der offiziellen Werksvertretung von Alfa Romeo, zurückgekehrt war, musste sich aber ebenso, wie seine Mannschaftsgefährten Carlo Felice Trossi, Giuseppe Farina und Clemente Biondetti, nach wie vor mit eben diesem Alfa Romeo 12C-36 begnügen, mit dem er den Erfolg im Vorjahr erzielt hatte. Das neue Modell Alfa Romeo 12C-37, das nach seinem desaströsen ersten Auftritt beim Rennen von Pescara umgehend wieder aus dem Rennbetrieb zurückgezogen worden war, wurde dagegen hier in Livorno nur von Alfa Romeos oberstem Testfahrer Gianbattista Guidotti gesteuert, der das Auto kurz vor der Hälfte des Rennens mit einem technischen Defekt abstellen musste.
Die deutschen Teams ließen sich durch den Ortswechsel jedoch nicht allzu sehr beeindrucken und Rudolf Caracciola, der in der Europameisterschaftswertung noch zwei Punkte hinter seinem Teamkollegen Manfred von Brauchitsch zurücklag, erzielte mit seinem Mercedes-Benz W 125, dem leistungsstärksten Rennwagen seiner Zeit, umgehend die schnellste Trainingszeit, was gleichzeitig auch die beste Startposition bedeutete. Auf dem Platz daneben gab es allerdings eine Überraschung, denn Achille Varzi – aufgrund seines Drogenkonsums und anderer Eskapaden bei der Auto Union eigentlich zum Ende des letzten Jahres ausgemustert – hatte sich beim Team als geheilt zurückgemeldet und prompt mit dem Auto Union "Typ C" die zweitschnellste Runde im Training gedreht. Damit war er sogar noch schneller als Starpilot Bernd Rosemeyer, der aktuelle Top-Fahrer des Teams, der mit Platz drei die vorderste Startreihe komplett machte.
Auch die zweite Reihe war mit Hermann Lang (Mercedes), Hans Stuck (Auto Union) und Manfred von Brauchitsch komplett mit Silberpfeil-Piloten belegt, bevor schließlich Nuvolari als bester Alfa-Romeo-Pilot gemeinsam mit Mercedes-Junior Richard Seaman und Carlo Felice Trossi auf dem zweiten Alfa Romeo in der dritten Startreihe Aufstellung nahm.
Den besten Start hatte Caracciola, der vor Lang, Rosemeyer, von Brauchitsch und Varzi in die erste Runde einbog. Doch sein teaminterner Rivale ließ sich nicht abschütteln und konnte in der vierten Runde dann auch die Führung übernehmen. In ihrem Zweikampf setzten sich die beiden Mercedes-Piloten an der Spitze zunehmend vom Rest des Felds ab, in dem die Positionen zunächst weitgehend unverändert blieben. Nur Nuvolari hatte sich zur Freude des Publikums mit seinem Alfa Romeo kurzzeitig an Varzis Auto Union vorbeikämpfen können, bevor er dann kontinuierlich wieder an Boden verlor und in der 31. Runde schließlich an die Boxen kam, um das Auto entnervt an den bereits zuvor ausgeschiedenen Farina abzutreten.
In der Zwischenzeit hatte auch Lang in der 23. Runde einen Stopp eingelegt, um einen defekten Reifen zu wechseln. Dabei ließ sich die Boxenmannschaft von Mercedes auffällig viel Zeit, wohl um das teaminterne Duell etwas zu entschärfen und die vorgegebene Rangordnung im Team wiederherzustellen. Doch nachdem auch Caracciola später gestoppt hatte, war Lang wenige Runden später schon wieder an seinem Heck und versuchte vorbeizukommen. Doch Caracciola konnte bis ins Ziel alle Angriffsversuche abblocken und ging schließlich mit einem Wimpernschlag Vorsprung vor Lang als Sieger über die Linie. Da von Brauchitsch außerdem zuvor mit einem technischen Defekt ausgefallen war, bedeutete dies auch gleichzeitig den zweiten Titelgewinn für Caracciola nach 1935.

## Ergebnisse

### Meldeliste
| Team              | Nr. | Fahrer                     | Info | Chassis             | Motor                                    | Reifen |
| ----------------- | --- | -------------------------- | ---- | ------------------- | ---------------------------------------- | ------ |
| Daimler-Benz AG   | 02  | Rudolf Caracciola          |      | Mercedes-Benz W 125 | Mercedes-Benz M 125 F 5.7L I8 Kompressor | C      |
| Daimler-Benz AG   | 04  | Manfred von Brauchitsch    |      | Mercedes-Benz W 125 | Mercedes-Benz M 125 F 5.7L I8 Kompressor | C      |
| Daimler-Benz AG   | 06  | Hermann Lang               |      | Mercedes-Benz W 125 | Mercedes-Benz M 125 F 5.7L I8 Kompressor | C      |
| Daimler-Benz AG   | 08  | Richard Seaman             |      | Mercedes-Benz W 125 | Mercedes-Benz M 125 F 5.7L I8 Kompressor | C      |
| Daimler-Benz AG   | 10  | Christian Kautz            |      | Mercedes-Benz W 125 | Mercedes-Benz M 125 F 5.7L I8 Kompressor | C      |
| Auto Union AG     | 12  | Bernd Rosemeyer            |      | Auto Union C        | Auto Union 6.0L V16 Kompressor           | C      |
| Auto Union AG     | 14  | Achille Varzi              |      | Auto Union C        | Auto Union 6.0L V16 Kompressor           | C      |
| Auto Union AG     | 16  | Hans Stuck a               |      | Auto Union C        | Auto Union 6.0L V16 Kompressor           | C      |
| Auto Union AG     | 18  | Hermann Paul Müller        |      | Auto Union C        | Auto Union 6.0L V16 Kompressor           | C      |
| Auto Union AG     |     | Rudolf Hasse               | RES  | Auto Union C        | Auto Union 6.0L V16 Kompressor           | C      |
| Vittorio Belmondo | 20  | Vittorio Belmondo          |      | Alfa Romeo 8C-35    | Alfa Romeo 3.8L I8 Kompressor            |        |
| Scuderia Ferrari  | 22  | Tazio Nuvolari b           |      | Alfa Romeo 12C-36 c | Alfa Romeo 4.1L V12 Kompressor           | E      |
| Scuderia Ferrari  | 24  | Giuseppe Farina            |      | Alfa Romeo 12C-36 c | Alfa Romeo 4.1L V12 Kompressor           | E      |
| Scuderia Ferrari  | 26  | Carlo Felice Trossi        |      | Alfa Romeo 12C-36 c | Alfa Romeo 4.1L V12 Kompressor           | E      |
| Scuderia Ferrari  | 28  | Clemente Biondetti         |      | Alfa Romeo 12C-36 c | Alfa Romeo 4.1L V12 Kompressor           | E      |
| Scuderia Ferrari  | 28  | Antonio Brivio             | DNS  | Alfa Romeo 12C-36 c | Alfa Romeo 4.1L V12 Kompressor           | E      |
| Alfa Corse        | 30  | Giovanni Battista Guidotti |      | Alfa Romeo 12C-37   | Alfa Romeo 4.5L V12 Kompressor           | P      |
| Hans Ruesch       | 32  | Hans Ruesch                | DNA  | Alfa Romeo 8C-35    | Alfa Romeo 3.8L I8 Kompressor            |        |

### Qualifying
| Pos. | Fahrer                     | Konstrukteur  | Qualifikationstraining | Qualifikationstraining | Start |
| Pos. | Fahrer                     | Konstrukteur  | Zeit                   | Ø-Geschwindigkeit      | Start |
| ---- | -------------------------- | ------------- | ---------------------- | ---------------------- | ----- |
| 01   | Rudolf Caracciola          | Mercedes-Benz | 3:11,0 min             | 136,046 km/h           | 01    |
| 02   | Achille Varzi              | Auto Union    | 3:13,6 min             | 134,220 km/h           | 02    |
| 03   | Bernd Rosemeyer            | Auto Union    | 3:14,2 min             | 133,804 km/h           | 03    |
| 04   | Hermann Lang               | Mercedes-Benz | 3:15,6 min             | 132,850 km/h           | 04    |
| 05   | Hans Stuck                 | Auto Union    | 3:17,4 min             | 131,635 km/h           | 05    |
| 06   | Manfred von Brauchitsch    | Mercedes-Benz | 3:18,6 min             | 130,840 km/h           | 06    |
| 07   | Tazio Nuvolari             | Alfa Romeo    | 3:20,8 min             | 129,406 km/h           | 07    |
| 08   | Richard Seaman             | Mercedes-Benz | 3:21,6 min             | 128,893 km/h           | 08    |
| 09   | Carlo Felice Trossi        | Alfa Romeo    | 3:22,2 min             | 128,510 km/h           | 09    |
| 10   | Hermann Paul Müller        | Auto Union    | 3:22,4 min             | 128,383 km/h           | 10    |
| 11   | Giovanni Battista Guidotti | Alfa Romeo    | 3:24,2 min             | 127,251 km/h           | 11    |
| 12   | Giuseppe Farina            | Alfa Romeo    | 3:24,4 min             | 127,127 km/h           | 12    |
| 13   | Clemente Biondetti         | Alfa Romeo    | 3:24,6 min             | 127,003 km/h           | 13    |
| 14   | Christian Kautz            | Mercedes-Benz | 3:29,0 min             | 124,329 km/h           | 14    |
| 15   | Vittorio Belmondo          | Alfa Romeo    | 3:40,0 min             | 118,113 km/h           | 15    |

### Rennergebnis
| Pos. | Nr. | Fahrer                           | Konstrukteur  | Runden | Zeit          | Ausfallgrund | EM-Punkte |
| ---- | --- | -------------------------------- | ------------- | ------ | ------------- | ------------ | --------- |
| 1    | 02  | Rudolf Caracciola                | Mercedes-Benz | 50     | 2:44:54,4 h   |              | 1         |
| 2    | 06  | Hermann Lang                     | Mercedes-Benz | 50     | + 00,4 s      |              | 2         |
| 3    | 12  | Bernd Rosemeyer                  | Auto Union    | 50     | + 02:25,4 min |              | 3         |
| 4    | 08  | Richard Seaman                   | Mercedes-Benz | 49     | + 01 Runde    |              | 4         |
| 5    | 18  | Hermann Paul Müller              | Auto Union    | 49     | + 01 Runde    |              | 4         |
| 6    | 14  | Achille Varzi                    | Auto Union    | 49     | + 01 Runde    |              | 4         |
| 7    | 22  | Tazio Nuvolari / Giuseppe Farina | Alfa Romeo    | 49     | + 01 Runde    |              | 4 / –     |
| 8    | 26  | Carlo Felice Trossi              | Alfa Romeo    | 47     | + 03 Runden   |              | 4         |
| 9    | 16  | Hans Stuck / Rudolf Hasse        | Auto Union    | 47     | + 03 Runden   |              | 4 / –     |
| 10   | 20  | Vittorio Belmondo                | Alfa Romeo    | 45     | + 05 Runden   |              | 4         |
| DNF  | 10  | Christian Kautz                  | Mercedes-Benz | 43     |               |              | 4         |
| DNF  | 28  | Clemente Biondetti               | Alfa Romeo    | 38     |               |              | 4         |
| DNF  | 04  | Manfred von Brauchitsch          | Mercedes-Benz | 36     |               | Mechanik     | 5         |
| DNF  | 30  | Giovanni Battista Guidotti       | Alfa Romeo    | 24     |               | Mechanik     | 6         |
| DNF  | 24  | Giuseppe Farina                  | Alfa Romeo    | 13     |               | Mechanik     | 6         |

Schnellste Rennrunde:  Rudolf Caracciola und  Hermann Lang (Mercedes-Benz), 3:11,2 min = 135,9 km/h